# Nicolaus Krokius
Nicolaus Gudmundi Krokius, eller Magister Nils Krok, född 2 februari 1575 i Hallaryd, Sunnerbo Härad, Småland, död 1646 i Växjö var svensk biskop 1632–1646.
Föräldrarna var kyrkoherden Gudmund Petri Krok (död 1609) och Ingegerd. Han skrevs in i Växjö skola 1585 och studerade där i sju år. 1592 kom han till Uppsala och började vid universitetet året efter. Där studerade han i ytterligare sju år och försörjde sig under studietiden som informator, bl.a. åt ärkebiskop Abraham Angermannus son Jakob och den unge ädlingen Jakob Jakobsson till Stäflö. Denna bekantskap med Jakob Abrahamsson skulle senare leda till hans första äktenskap. 1601 reste han till Tyskland och skrevs in vid universitetet i Wittenberg, där han blev fil. mag. året efter (som 4:a av 64 studenter). Han blev rektor vid Växjö skola 1604 och domprost i Växjö 1607.

## Äktenskap
1605 hade han gift sig med (den då avsatta) ärkebiskopens dotter, Anna Abrahamsdotter (vars mormors mor, Birgitta Kristiernsdotter (Vasa), var kusin med Gustav Vasa och vars dotter var gift med densamme som krönte honom, ärkebiskop Laurentius Petri). Som nygifta besökte de hennes far, som då satt fången sedan flera år tillbaka. Äktenskapet varade tills Anna dog i barnsäng, födandes Malin Nilsdotter Krok 1612. 
1614 gifte han sig med Sigrid Andersdotter, dotter till borgmästaren i Jönköping, Anders Svensson. I det äktenskapet föddes sonen Anders (1622–1683), assessor i Åbo hovrätt och adlad Gyllenkrook och Gudmund Krok. Detta äktenskap varade tills 1625 då hustrun avled. Året efter gifte han sig för tredje (och sista) gången. Denna gång med Anna Thomasdotter Wederborg (död 1659). Hon var dotter till rådmannen i Växjö, Thomas Wederborg, som i sin tur var son till den skotske köpmannen Richard Wedderburn, bosatt i Helsingör.

## Karriär
Nicolaus Kroks karriär kröntes 1632 då han blev utnämnd till biskop i Växjö. Under sin biskopstid deltog han i riksdagarna mellan åren 1633 och 1644. Han arbetade i många år för att Växjö skulle få ett eget universitet, men det tyckte de styrande i Drottning Kristinas förmyndarregering var onödigt och Växjö fick istället tillåtelse att bygga en av de planerade 6 gymnasierna i landet. Dock grundades Universitetet i Lund bara 25 år senare 1666. En av Nicolaus starkaste argument förutom det stora elevantalet i Växjö, var att studenterna helst inte skulle resa för att studera hos danskarna i Köpenhamn. Växjö fick först över tre århundrade senare sitt Universitet 1977, först som filial till Lunds universitet och sedan med egen universitetsstatus 1999.

## Karaktär
Av historikern Andreas Olavi Rhyzelius  beskrivs han som en drivande, arbetsam, försiktig, frimodig och lärd man. Men hans leverne verkar inte ha varit helt fläckfritt och han på äldre dagar skall ha varit både vårdslös och egensinnig, vilket ledde till att han vid 65 års ålder fick en varning av prästeståndet vid riksdagen 1640. Det förekom även anklagelser om hordomsbrott, något som på den tiden var belagt med dödsstraff. Men han var hela sitt liv fullt engagerad i sitt uppdrag. Vid 70 års ålder förhörde han elevernas övningar, bevistade riksdagar och utskottsmöten i egenskap av biskop mycket ofta 1633–1644, han höll i prästmöten i Växjö och skrev förklaringar över alla böndagstexter ända till sin död.

## Död
Nicolaus Krok avled midsommarafton 1646 på ett något märkligt sätt. Han var ute och red på sina ägor söder om Växjösjön, då han fick se några djäknar (skolelever) trampa ner gräset på hans äng. Han satte efter dem i full fart, men drabbades då av hjärtslag och avled samma kväll. Han begravdes i Växjö domkyrka. Under sina tre äktenskap fick han totalt 22 barn, men på grund av den tidens höga barnadödlighet var det endast 7 av dessa som överlevde honom.

## Anor
En brorsonson till honom adlades med namnet Lagerkrook. Krok (Krokius) är en vitt utbredd småländsk prästsläkt, vars äldsta led ej är fullt klarlagda, men en av de äldsta av ”Krokarna” verkar vara Peder Krok gift med Sisla Uggla av ätten Uggla, Nicolaus farfar och farmor . Att inte alla i släkten levt ett skötsamt liv kan man se under förteckningar på dödsdömda och avrättade. En bild på Nicolaus Krok finns i boken Växjö genom 1000 år och kan även beställas från Svenska Porträttarkivet.